# Guilleminea densa
Guilleminea densa är en amarantväxtart som först beskrevs av Carl Ludwig von Willdenow och Schult., och fick sitt nu gällande namn av Horace Bénédict Alfred Moquin-Tandon. Guilleminea densa ingår i släktet Guilleminea och familjen amarantväxter. Inga underarter finns listade i Catalogue of Life.